# David Meunier
David Meunier, pseudonimo di David Miller (Woodburn, 5 febbraio 1973), è un attore statunitense.

## Biografia
David Meunier è noto principalmente per aver preso parte a molti singoli episodi di serie TV (soprattutto per Justified, serie TV in cui apparì in 37 episodi), mentre al cinema è noto per aver interpretato il ruolo di Slavi in The Equalizer - Il Vendicatore di Antoine Fuqua nel 2014.

## Filmografia parziale

### Cinema
- Pirati dei Caraibi - Ai Confini del mondo (Pirates of the Caribbean: At World's End), regia di Gore Verbinski (2007)
- L'Incredibile Hulk (The Incredible Hulk), regia di Louis Leterrier (2008)
- The Equalizer - Il vendicatore (The Equalizer), regia di Antoine Fuqua (2014)
- Girl On The Edge, regia di Jay Silverman (2015)
- Kevin Hart: What Now?, regia di Leslie Small e Tim Story (2017)

### Televisione
- Le avventure del giovane Indiana Jones (The Young Indiana Jones Chronicles) – serie TV (1994)
- Angel – serie TV, episodio 2x04 (2000)
- Buffy L'Ammazzavampiri (Buffy, the Vampire Slayer) – serie TV, episodio 6x05 (2001)
- Push, Nevada – serie TV, 2 episodi (2002)
- CSI - Scena del crimine (CSI: Crime Scene Investigation) – serie TV, 2 episodi (2002-2008)
- Detective Monk (Monk) – serie TV, episodio 2x16 (2004)
- Streghe (Charmed) – serie TV, episodio 8x12 (2006)
- The Unit – serie TV, episodio 2x07 (2006)
- Jericho – serie TV, 10 episodi (2007-2008)
- Senza traccia (Without a Trace) – serie TV, episodio 5x13 (2007)
- Castle – serie TV, episodio 2x01 (2009)
- Law & Order: LA – serie TV, episodio 1x03 (2010)
- Justified – serie TV, 37 episodi (2010-2014)
- Prime Suspect – serie TV, episodio 1x02 (2011)
- Scandal – serie TV, 2 episodi (2013-2016)
- Damien – serie TV, 10 episodi (2016)
- Arrow – serie TV, 7 episodi (2016-2017)
- Lucifer – serie TV, episodio 3x26 (2018)
- S.W.A.T. – serie TV, 3 episodi (2019)
- The Blacklist – serie TV, 2 episodi (2019)
- Bosch – serie TV, episodio 6x06 (2020)
- Helstrom – serie TV, 4 episodi (2020)
- Big Sky – serie TV, 11 episodi (2021-2022)
- NCIS - Unità anticrimine (NCIS) – serie TV, episodio 20x12 (2023)
- NCIS: Hawai'i – serie TV, episodi 3x05-3x09 (2024)

### Cortometraggi
- Envelope, regia di Aleksey Nuzhny (2012)

## Doppiatori italiani
Nelle versioni in italiano delle opere in cui ha recitato, David Meunier è stato doppiato da:
- Simone Mori in Justified, L'alienista
- Christian Iansante in Prime Suspect, The Equalizer - Il vendicatore
- Achille D'Aniello in CSI - Scena del crimine (ep. 3x09)
- Angelo Maggi in CSI - Scena del crimine (ep. 8x13)
- Maurizio Fiorentini in Detective Monk
- Pasquale Anselmo in Law & Order: LA
- Michele Di Mauro in Scandal (ep. 2x19)
- Fabrizio Odetto in Scandal (ep. 5x18)
- Vladimiro Conti in The Mentalist
- Saverio Indrio in CSI: Miami
- Sergio Lucchetti in Bones
- Daniele Valenti in Revolution
- Eugenio Marinelli in Burn Notice - Duro a morire
- Roberto Certomà in Criminal Minds
- Massimo Rossi in NCIS: Los Angeles
- Mauro Gravina in Lucifer
- Stefano Thermes in Aquarius
- Ambrogio Colombo in Hawaii Five-0
- Luciano Roffi in S.W.A.T.
- Francesco Pezzulli in Bosch
- Andrea Lavagnino in Helstrom
- Carlo Scipioni in Big Sky
- Diego Baldoin in Attrazione fatale
- Roberto Accornero in The Rookie
- Antonio Palumbo in NCIS - Unità anticrimine
- Paolo Buglioni in NCIS: Hawai'i